# Working Girl (саундтрек)
Working Girl (Original Soundtrack Album) — альбом-саундтрек, записанный певицей Карли Саймон к фильму «Деловая девушка» (1988) при участии продюсера Роба Маунси.

## Список композиций
| №                   | Название                               | Исполнители                                      | Длительность |
| ------------------- | -------------------------------------- | ------------------------------------------------ | ------------ |
| 1.                  | «Let the River Run»                    | Карли Саймон                                     | 3:40         |
| 2.                  | «In Love (Instrumental)»               | Карли Саймон                                     | 3:55         |
| 3.                  | «The Man That Got Away (Instrumental)» | Роб Маунси, Джордж Янг, Чип Джексон, Грейди Тейт | 2:48         |
| 4.                  | «The Scar»                             | Карли Саймон                                     | 1:22         |
| 5.                  | «Let the River Run»                    | The St. Thomas Choir Of Men And Boys             | 3:01         |
| 6.                  | «Lady in Red»                          | Крис де Бург                                     | 4:16         |
| 7.                  | «Carlotta’s Heart»                     | Карли Саймон                                     | 4:18         |
| 8.                  | «Looking Through Katherine’s House»    | Карли Саймон                                     | 2:07         |
| 9.                  | «Poor Butterfly (Instrumental)»        | Сонни Роллинз                                    | 6:04         |
| 10.                 | «I’m So Excited»                       | Pointer Sisters                                  | 5:39         |
| Общая длительность: | Общая длительность:                    | Общая длительность:                              | 37:09        |

## Чарты
| Чарт (1991)         | Наивысшая позиция |
| ------------------- | ----------------- |
| США (Billboard 200) | 45                |